# Daniel Cargnin (judoca)
Daniel Borges Cargnin (Porto Alegre, 20 de dezembro de 1997) é um judoca brasileiro da categoria leve (até 73kg). É atleta da equipe Sogipa, da Marinha do Brasil (CDM), titular da seleção brasileira de judô (CBJ) e medalhista de bronze nos Jogos Olímpicos de Tóquio 2020 na categoria meio-leve (até 66kg), além de ter duas medalhas em Mundiais na categoria 73 kg (uma prata e um bronze). .

## Carreira
O judô entrou muito cedo na vida de Daniel, aos seis anos. Incentivado por um colega de escola, o porto-alegrense iniciou no esporte em uma academia de Canoas, na região metropolitana de Porto Alegre. Começou a se destacar e, aos 13 anos, recebeu um convite do técnico Antônio Carlos Pereira, o Kiko, para integrar a equipe da Sogipa. No entanto, uma curiosidade: até sua adolescência, o gaúcho ainda dividia atenções com o futebol — era lateral-direito das escolinhas do Grêmio. Até que um dia sua mãe, Ana Rita, aconselhou o filho a se dedicar a apenas uma das atividades . Foi quando Daniel optou pelo judô e, desde então, sua evolução é constante. 
Assim como diversos atletas brasileiros, Daniel é terceiro sargento da Marinha do Brasil, integrante da Comissão de Desportos da Marinha (CDM) e do Centro de Educação Física Almirante Nunes (Cefan), desde 2017.

### 2015-2020

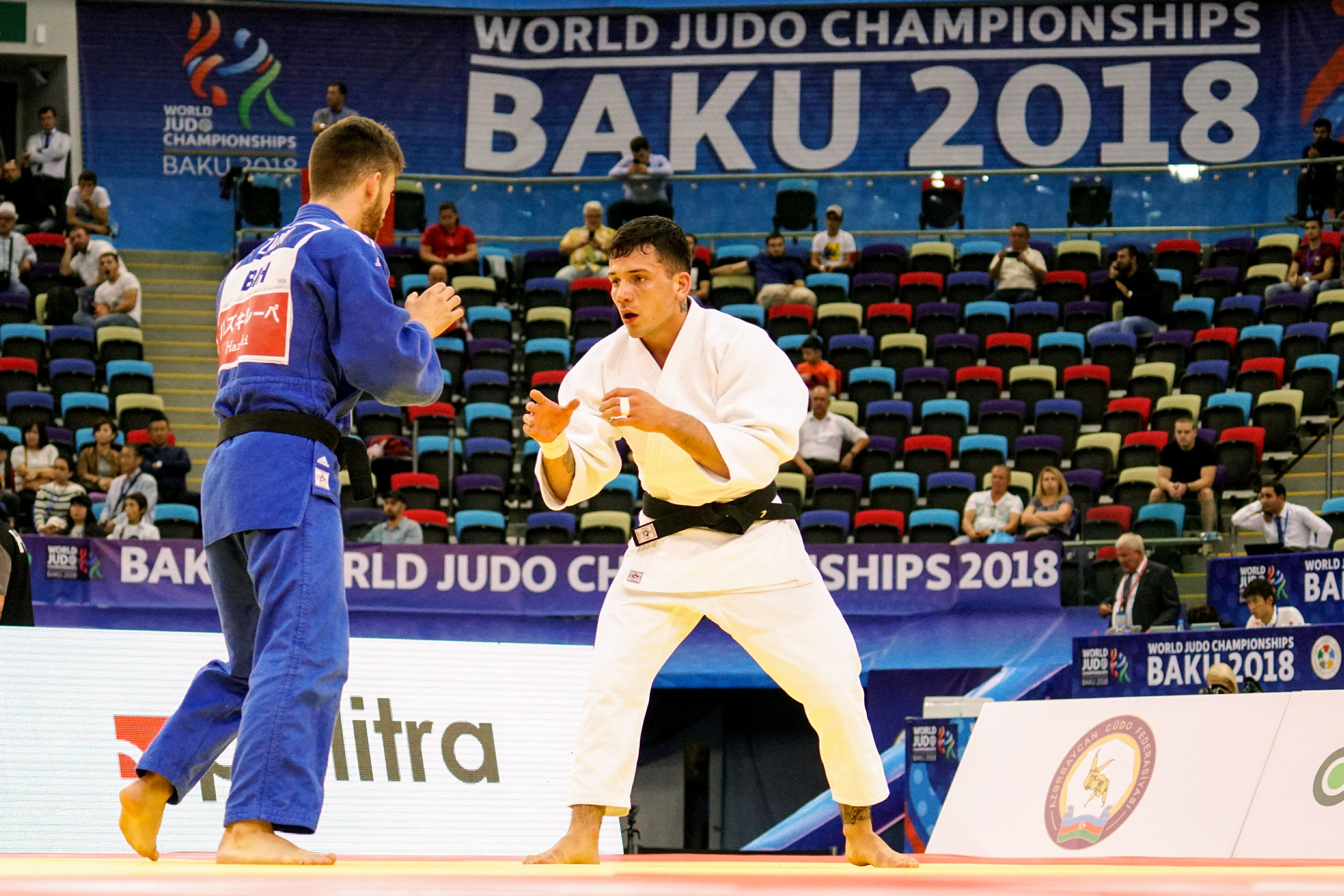
Cargnin no Mundial de 2018.

Desde 2015, Daniel participava de competições tanto pela equipe júnior quanto pela sênior do Brasil. Mas foi em 2017, após conquistar o Mundial Júnior de Zagreb e ser campeão da Seletiva Olímpica, que Cargnin se consolidou na seleção principal. E tudo isso com apenas 20 anos .
No Brasil, era o principal nome do peso meio-leve (-66kg): campeão do Grand Slam de Brasília 2019, bicampeão pan-americano (2019 e 2020) e vice-campeão dos Jogos Pan-Americanos de Lima 2019. Conquistas que o credenciaram como titular absoluto da categoria 

### Jogos Olímpicos de Tóquio 2020
Em 16 de junho de 2021, Daniel foi convocado pela Confederação Brasileira de Judô (CBJ) para a sua primeira Olimpíada: os Jogos Olímpicos de Tóquio 2020, no Japão. O gaúcho lutou no dia 25 de julho, segundo dia da competição em Tóquio, e conquistou a medalha de bronze.
Daniel iniciou a competição vencendo o egípcio Mohamed Abdelmawgoud, por ippon, no golden score. Após, nas oitavas de finais, passou pelo moldávio Denis Vieru com um wazari também no golden score. Nas quartas, derrotou o italiano Manuel Lombardo, vice-campeão mundial e líder do ranking, com um wazari. Na semifinal, perdeu por ippon para o japonês Hifumi Abe, bicampeão mundial. E, na decisão do bronze, venceu o israelense Baruch Shmailov com um wazari . O pódio, na ocasião, foi o primeiro da modalidade para o Brasil na Olimpíada de Tóquio 2020.

### 2021-2024
Em janeiro de 2022, o judoca porto-alegrense trocou de categoria: passou a representar o Brasil no peso leve (até 73kg). 
No Campeonato Mundial de Judô de 2022 realizado em Tashkent, Uzbequistão, ele conquistou a medalha de bronze ao derrotar o campeão mundial Manuel Lombardo.
No World Masters (segunda competição mais importante do circuito de judô, depois do Mundial) de 2022, Cargnin obteve a medalha de ouro. A última vez que o Brasil havia obtido um ouro no Masters havia sido 10 anos atrás, com Rafael Silva.
Cargnin voltou a se destacar nos Grand Slams (o torneio que mais dá pontos no ranking do judô depois das Olimpíadas, do Mundial e do World Masters) em 2023. Obteve uma prata no Grand Slam de Paris e um bronze no Grand Slam de Tel Aviv.
Em 2023, Cargnin conquistou seu terceiro título individual no Campeonato Pan-Americano de Judô de 2023 e também conquistou a medalha de ouro na equipe mista do Brasil, e nos Jogos Pan-Americanos de 2023, chegou à final, mas devido a uma lesão física teve que abandonar a final, deixando o ouro para o compatriota Gabriel Falcão, garantindo, porém, uma vaga para os Jogos Olímpicos de 2024. Também obteve medalha de prata pela participação na Equipe Mista do Brasil.
No Campeonato Pan-Americano de Judô de 2024, realizado no Rio de Janeiro, Cargnin chegou à final, onde, em uma luta polêmica, onde a arbitragem não deu vários golpes aplicados pelo brasileiro no canadense Arthur Margelidon, e também deixou de aplicar shidos no canadense, o brasileiro acabou com a prata.
No Campeonato Mundial de Judô de 2024, Cargnin chegou à luta pela medalha de bronze, mas terminou na 5ª colocação da competição.

### Jogos Olímpicos de 2024
Nos Jogos Olímpicos de 2024 em Paris, perdeu na estreia para o kosovar Akil Gjakova. Na disputa por equipes, perdeu duas lutas mas acabaria ganhando a medalha de bronze junto com o resto do time brasileiro.

### 2024-2028
No Campeonato Pan-Americano de Judô de 2025, realizado em Santiago, obteve uma medalha de prata. 
No Campeonato Mundial de Judô de 2025, Cargnin venceu 5 lutas consecutivas e chegou à final pela primeira vez em sua carreira, derrotando judocas como o campeão europeu Akil Gjakova e o japonês Tatsuki Ishihara ao longo do caminho. Na final, contra o francês Joan-Benjamin Gaba, vice-campeão olímpico, levou a luta ao Golden Score, onde começou a sangrar na cabeça e acabou sendo derrotado, terminando com a medalha de prata, em sua melhor campanha em mundiais. 

## Conquistas

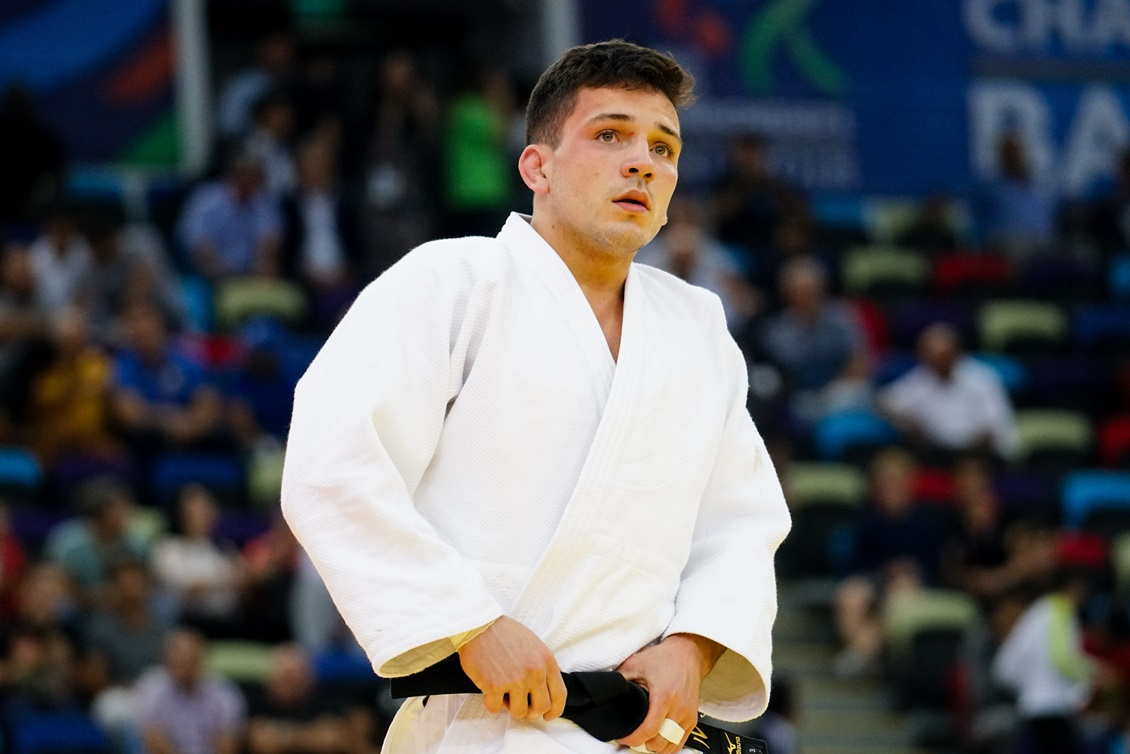
Daniel Cargnin no Grand Slam de 2020 em Düsseldorf, na Alemanha.

### 2023
- Ouro no Open Pan-Americano, Bahia
- Bronze no Grand Slam de Tel Aviv, Israel
- Prata no Grande Slam de Paris, na França

### 2022
- Ouro no Masters de Jerusalém, em Israel
- Ouro no Aberto de Córdoba, na Argentina
- Bronze no Mundial de Tashkent, no Uzbequistão
- Bronze no Grand Prix de Zagreb, na Croácia
- Prata no Troféu Brasil

### 2021
- Bronze nos Jogos Olímpicos de Tóquio 2020, no Japão

### 2020
- Ouro no Campeonato Pan-Americano de Guadalajara, no México
- Bronze no Grand Prix de Tel Aviv, em Israel

### 2019
- Ouro no Campeonato Pan-Americano de Lima, no Peru
- Ouro no Grand Slam de Brasília, no Brasil
- Prata nos Jogos Pan-Americanos de Lima, no Peru

### 2018
- Prata no Grand Prix de Tbilisi, na Geórgia
- Prata no Campeonato Pan-Americano de San José, na Costa Rica
- Bronze no Troféu Brasil
- Ouro por equipes no Mundial Militar do Rio de Janeiro

### 2017
- Ouro no Mundial Júnior de Zagreb, na Croácia
- Prata no Campeonato Pan-Americano do Panamá, no Panamá
- Bronze no Troféu Brasil
- Ouro na Seletiva Olímpica Brasileira

### 2016
- Ouro no Aberto de Tallin, na Estônia

### 2015
- Bronze no Mundial Júnior de Abu Dhabi, nos Emirados Árabes
- Bronze no Troféu Brasil

## Vida pessoal
É noivo da ex-ginasta Julie Kim Sinmon.  Foi voluntário e buscou fundos nos esforços de recuperação das enchentes no Rio Grande do Sul em 2024, principalmente por solidariedade aos que buscaram abrigo no seu clube, o SOGIPA.

## Sites externos
Perfil de Daniel Cargnin no site da Federação Internacional de Judô.